# Список століть
|  | Службовий список статей, створений для координації робіт з розвитку теми. Це попередження не встановлюється на інформаційні списки і глосарії. |

В цій таблиці представлений список століть від початку 4-го тисячоліття до н. е. до кінця 3-го тисячоліття, з внутрішніми посиланнями на відповідні статті, які містять більш детальну інформацію.
| Тисячоліття  | Століття     | Століття     | Століття     | Століття     | Століття     | Століття     | Століття     | Століття     | Століття     | Століття     |
| До нашої ери | До нашої ери | До нашої ери | До нашої ери | До нашої ери | До нашої ери | До нашої ери | До нашої ери | До нашої ери | До нашої ери | До нашої ери |
| ------------ | ------------ | ------------ | ------------ | ------------ | ------------ | ------------ | ------------ | ------------ | ------------ | ------------ |
| 4-те         | XL           | XXXIX        | XXXVIII      | XXXVII       | XXXVI        | XXXV         | XXXIV        | XXXIII       | XXXII        | XXXI         |
| 3-тє         | XXX          | XXIX         | XXVIII       | XXVII        | XXVI         | XXV          | XXIV         | XXIII        | XXII         | XXI          |
| 2-ге         | XX           | XIX          | XVIII        | XVII         | XVI          | XV           | XIV          | XIII         | XII          | XI           |
| 1-ше         | X            | IX           | VIII         | VII          | VI           | V            | IV           | III          | II           | I            |
| Нашої ери    |              |              |              |              |              |              |              |              |              |              |
| 1-ше         | I            | II           | III          | IV           | V            | VI           | VII          | VIII         | IX           | X            |
| 2-ге         | XI           | XII          | XIII         | XIV          | XV           | XVI          | XVII         | XVIII        | XIX          | XX           |
| 3-тє         | XXI          | XXII         | XXIII        | XXIV         | XXV          | XXVI         | XXVII        | XXVIII       | XXIX         | XXX          |

- Огляд
- Вибраний вміст
- План (структура)
- Списки
- Портали
- Глосарії
- Категорії
- Індекси

- Поточні події
- Посилання
- Культура
- Географія
- Історія
- Математика
- Природничі науки
- Народ і особистість
- Філософія
- Релігія і світогляд
- Суспільство
- Технологія

- Огляд академічних дисциплін
- Річниці (знаменні дати)
  - сьогодні
- Країни і території
- Списки осіб
  - список померлих цього року
- Тематичні часові послідовності
- Історична вісь

- Алфавітний покажчик
- Категорії
- Десяткова класифікація Дьюї
- Класифікація Бібліотеки Конгресу
- План Тезаурусу Роже
- Вікіпедія:Книги